# Les Éperons noirs
Pour plus de détails, voir Fiche technique et Distribution.
Les Éperons noirs (titre original : Black Spurs) est un film américain de R.G. Springsteen sorti en 1965.
C'est le dernier film de Linda Darnell, qui périra dans l'incendie de son domicile quelque temps après la fin du tournage.

## Synopsis
Kansas, 1880, Santee quitte le ranch où il travaille pour devenir chasseur de primes. Après une absence de huit mois, il découvre à son retour que sa jeune fiancée a épousé un autre homme. Pistolero accompli, Santee décide de mettre ses talents aux services de causes très douteuses et rencontre un escroc avec qui il s'associe. Mais, voulant protéger une petite ville, il va finalement se retourner contre ce même associé...

## Fiche technique
- Titre original : Black Spurs
- Réalisation : R.G. Springsteen
- Scénario : Steve Fisher
- Directeur de la photographie : Ralph Woolsey
- Montage : Archie Marshek
- Musique : Jimmie Haskell
- Production : A.C. Lyles
- Genre : Western
- Pays de production:  États-Unis
- Durée : 81 minutes
- Dates de sortie :
  - États-Unis : 28 mai 1965 (New York), 1er juin 1965
  - Allemagne de l'Ouest : 16 juillet 1965
  - Royaume-Uni : 19 novembre 1965
- Affiche : Boris Grinsson (France)

## Version française
- Post-synchronisation sous la direction d'Isy Pront assisté de R. Ménard.
- Adaptation française de D. Crouet.
- Système d'enregistrement Westrex.

## Distribution
- Rory Calhoun (VF : Jean-Claude Michel) : Santee
- Linda Darnell (VF : Paule Emanuele) : Sadie
- Terry Moore (VF : Michèle Bardollet) : Anna Elkins
- Scott Brady (VF : Jean Martinelli) : le révérend Tanner
- Lon Chaney (VF : Pierre Collet) : Gus Kile
- Richard Arlen (VF : Jean Michaud) : Pete Muchin
- Bruce Cabot (VF : Robert Dalban) : Bill Henderson
- Patricia Owens (VF : Edith Scob) : Clare Grubbs
- James Best (VF : Roland Ménard) : le shérif Ralph Elkins
- Jerome Courtland (VF : Jean Lagache) : Sam Grubbs
- DeForest Kelley (VF : Michel Gudin) : le shérif Dal Nemo
- Joseph Hoover (VF : Daniel Crouet) : Swifty
- James Brown (VF : Serge Nadaud) : un shérif
- Robert Carricart (VF : Jean-Henri Chambois) : El Pescadore
- Barbara Wilkin : Mrs. Rourke
- Jeanne Baird : Greta Nemo